# Gömöri-Trichrom-Färbung

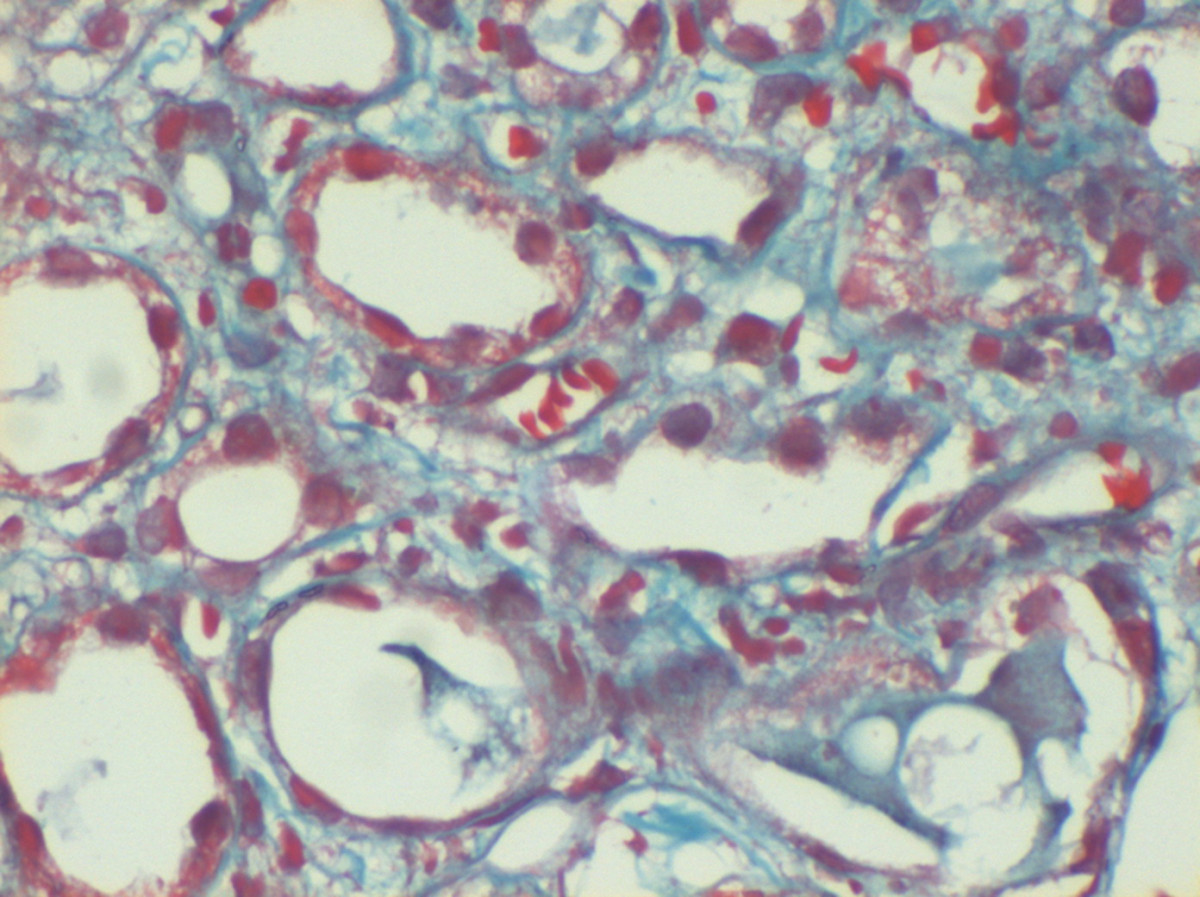
Erweiterte peritubuläre Blutgefäße mit Sichelzellen, nach Gömöri gefärbt.

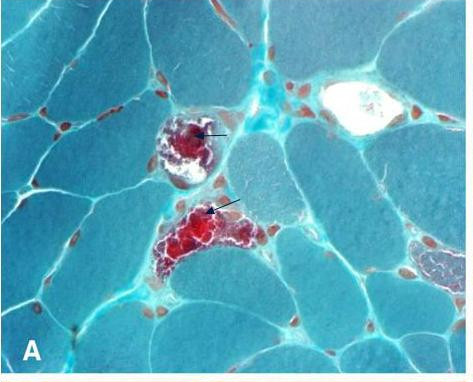
Ragged Red Fibers beim MELAS-Syndrom, mit einer Gömöri-Variante gefärbt.

Die Gömöri-Trichrom-Färbung ist eine histologische Trichrom-Färbungsmethode.

## Eigenschaften
Die meisten Varianten der Gömöri-Färbung bestehen aus einer einstufigen Färbung in wässriger Essigsäurelösung mit Wolframatophosphorsäure, Chromotrop 2R und Fast Green FCF. Sie wird oftmals zuvor mit einer Hämatoxylin-Färbung kombiniert. Die Gömöri-Trichrom-Färbung wird zur Färbung von Muskel-Biopsien verwendet. Die Färbelösung zersetzt sich mit der Zeit aufgrund des niedrigen pH-Werts. Anstatt von Fast Green FCF kann auch mit Anilinblau gefärbt werden.

## Varianten
Die Masson-Trichrom-Färbung verwendet als roten Farbstoff Säurefuchsin und Ponceau 2R und als grünen Farbstoff Lichtgrün SF. Die Masson-Goldner-Trichrom-Färbung verwendet zusätzlich Orange G, enthält jedoch keine Phosphorwolframsäure. Die Masson-Trichrom & Verhoeff-Färbung ist eine Färbekombination, die zur Färbung von Blutgefäßen und zur Unterscheidung von Arterien und Venen verwendet wird, da die Verhoeff-Färbung Elastin schwarz färbt.

## Geschichte
Die Gömöri-Trichrom-Färbung wurde 1950 von György Gömöri (1904–1957) entwickelt. Sie ist eine Weiterentwicklung der Masson-Trichrom-Färbung.